# Jul (rapero)
Julien François Alain Mari (Marsella, Provenza-Alpes-Costa Azul; 14 de enero de 1990), conocido artísticamente como Jul (estilizado como JuL), es un rapero y cantante francés.
Publicó su primer sencillo, «Sort le cross volé», en noviembre de 2013, seguido en febrero de 2014 por su primer álbum de estudio, Dans ma paranoïa, el primero de una prolífica carrera discográfica: dos álbumes por año desde entonces, todos ellos certificados al menos como disco de platino.
En 2015, Jul dejó el sello Liga One Industry luego de desacuerdos financieros y fundó su propio sello independiente, D'or et de platine. En 2017 recibió el premio al mejor álbum de música urbana en la 32ª edición de las Victoires de la Musique por el álbum My World.
En febrero de 2020, se convirtió en el mayor vendedor de discos en la historia del rap francés con más de cuatro millones de álbumes vendidos a la edad de 30 años y en tan solo seis años de carrera. En abril de 2022 aumentó la cifra a 5,5 millones de álbumes vendidos.

## Biografía

### Primeros años
Julien François Alain Mari procede de la urbanización Louis-Loucheur, en el barrio de Saint-Jean-du-Désert, en el XII distrito de Marsella. Su familia es de origen corso, específicamente de la localidad de Cargèse. Comenzó a rapear a la edad de 12 años. De los 14 a los 16 años, asistió a La Commanderie, el centro de formación del Olympique de Marsella.
A los 17 años, fue expulsado del instituto donde cursaba su BEP (brevet d'études professionnelles) después de tres meses de clases. Jul empezó a realizar diversos trabajos esporádicos y se unió a su padre en su empresa de construcción de piscinas. El primer sueldo le sirvió para comprar un micrófono y una tarjeta de sonido, utilizando el ordenador que había sido proporcionado por el instituto. Pasó un año trabajando como obrero antes de dejarlo para dedicarse a la música a tiempo completo.
Comenzó a producir canciones bajo el nombre de Juliano 135, copiando instrumentales de otros artistas y cantando sobre ellas. Rápidamente el sello marsellés Liga One Industry se fijó en él, uniéndose a la discográfica en 2007 y adoptando su nombre artístico Jul. Durante varios años formó parte del grupo Ghetto Phénomène junto a los raperos Veazy, Houari, Friz y Bil-K, al mismo tiempo que seguía componiendo y produciendo en solitario.

### Carrera musical
Jul lanzó su primer sencillo «Sort le cross vol» en noviembre de 2013. El 24 de febrero de 2014, lanzó su álbum debut, Dans ma paranoïa con el sello independiente Liga One Industry. Su debut fue seguido por su adelanto Lacrizeomic y su segundo álbum d estudio Je trouve pas le sommeil; los tres llegaron a entrar en las listas de álbumes de la SNEP francesa.
En 2015, Jul dejó Liga One Industry tras desacuerdos con el sello y lanzó de forma independiente su álbum D'Or et De Platine. En 2017, su álbum My World fue galardonado "Álbum de música urbana del año" en la 32ª edición de las Victoires de la Musique.
Pocos días después de una campaña de recogida de dinero para hospitales relacionados con la Covid-19, el 26 de marzo, lanzó un tema inédito titulado «Sousou», su primer título del año 2020. El 29 de abril, en su cuenta de Instagram, anunció el nombre y la fecha de lanzamiento de su próximo álbum La Machine, que fue puesto a la venta el 19 de junio. El 9 de mayo, presenta el videoclip de su primer single, «Fait D'or». El 13 de mayo, anunció que La Machine sería un álbum doble. Una semana después de su lanzamiento, el álbum había vendido 42.246 copias. Diez días después de su lanzamiento fue certificado disco de oro y disco de platino a principios de agosto. Uno de los temas cuenta con la participación del rapero español Morad.
En enero de 2023, se anunció que el sello discográfico de Jul, D'or et de Platine, se había convertido en el patrocinador principal del Olympique de Marsella, club de fútbol de la Ligue 1 francesa.

## Discografía

### Álbumes de estudio
- Dans ma paranoïa (2014)
- Je trouve pas le sommeil (2014)
- Je tourne en rond (2015)
- My World (2015)
- Émotions (2016)
- L'Ovni (2016)
- Je ne me vois pas briller (2017)
- La Tête dans les nuages (2017)
- Inspi d'ailleurs (2018)
- La Zone en personne (2018)
- Rien 100 Rien (2019)
- C'est pas des LOL (2019)
- 'La Machine (2020)
- Loin du monde (2020)
- Demain ça ira (2021)
- Indépendance (2021)
- Extraterrestre (2022)
- Cœur blanc (2022)
- C'est quand qu'il s'éteint (2023)
- Décennie (2024)
- Inarretable (2025)